# Окольниця

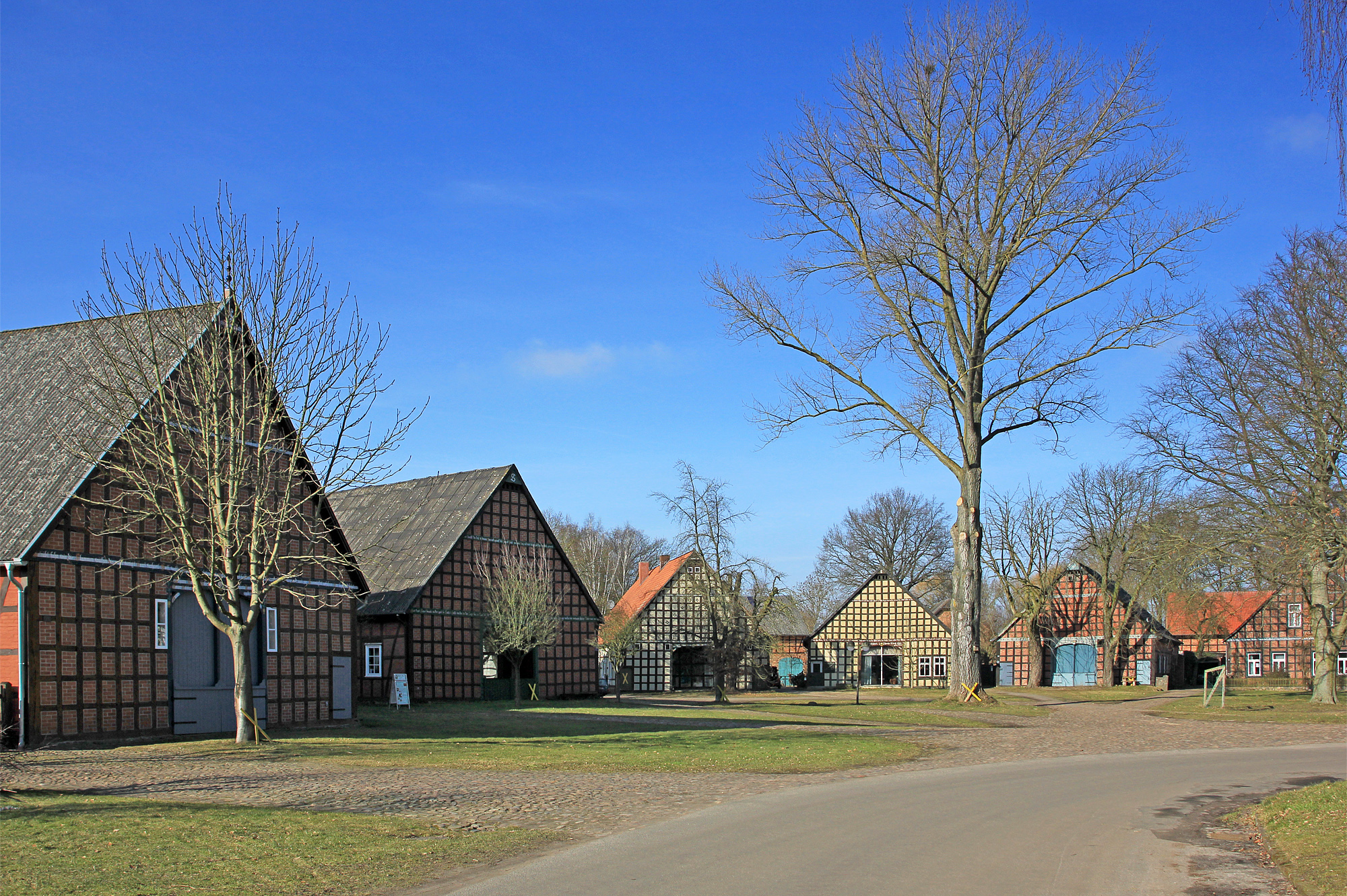
Окольниця Сатемін, за 3 км на захід від Люхова в Люхов-Данненберг

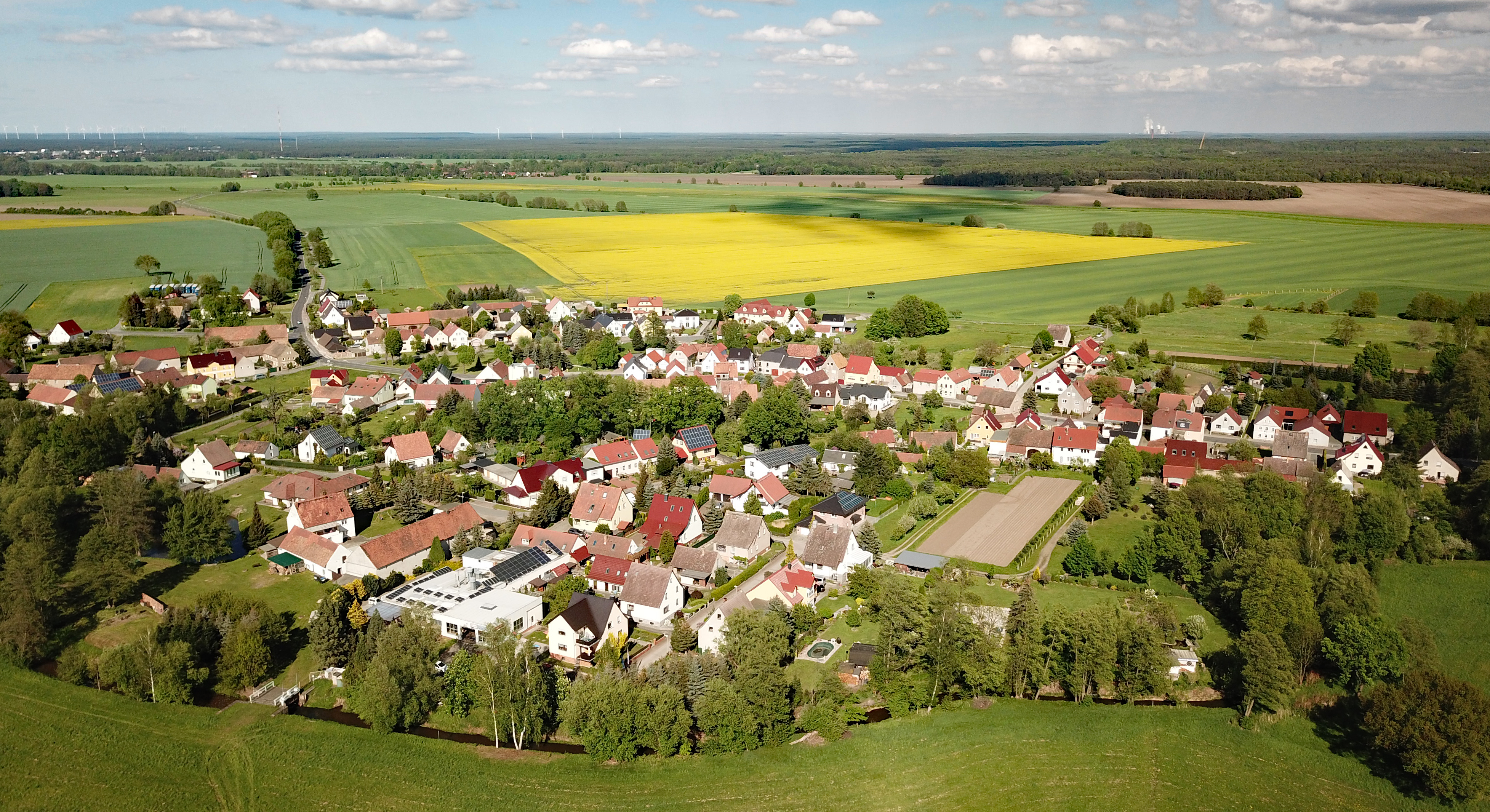
Окольниця Койла (Куловц) в межах Віттіхенау

Окольниця (нім. rundling; в.-луж. kulowc) — тип сільського поселення округлої форми, що є типовим для германо-слов'янських поселень раннього середньовіччя. Такі поселення більше характерні для території сучасної Німеччини між Балтійським морем та Рудними горами, де проходила межа між німцями та слов'янами. Часто назви окольниць закінчуються на -itz, -ow і -thin.
Найбільш характерні приклади зосереджені в невеликому районі Нижньої Саксонії в Німеччині, недалеко від міста Люхов.

## Історія та походження
Перші окольниці з'явилися XII століття на землях, що раніше не оброблялися, ймовірно, через низьколандшафтну болотисту місцевість, схильність до затоплення і відносної бідності піщаних ґрунтів. Провідною теорією походження окольниць є теорія професора Вольфганга Мейбеєра, який вважає, що всі окольниці були засновані приблизно в один і той же час в XII ст. відповідно до моделі, розробленої тодішньою німецькою знаттю як придатної для невеликих груп переважно слов'янських фермерських господарств. Те, що округла форма ранніх поселень була слов'янською за походженням, не доведено. Радше такі поселення виникли в рамках експансії на схід за Генріха Лева в середині XII ст.

План-схема окольниці

Окольниці, як правило, були невеликими, з кількома господарствами, в середньому близько 5—7 обійсть, і будувалися далеко від шляхів або доріг, навколо відкритого центрального майданчика, що був частиною общинного фонду і не закріпленим за жодним з господарств. Провідний господар мав кращу ділянку, розташовану в центрі навпроти заїзду до поселення, і, як правило, додаткові землі за межами кола. Такі поселення можна знайти на кордонах між надміру вологими та достатньо вологими долинами, більш придатними для обробітку.
У наступних століттях спостерігається спільне проживання в окольницях германців та слов'ян. У підсумку це призвело до асиміляції і можливого зникнення слов'ян як окремої етнічної групи, з їх власною мовою (лужицькою або полабською мовами).
Окольниці були досить густо розкидані по території, що підлягала колонізації, кожна з яких лежала всього за кілометр від сусідньої. У деяких випадках вони об'єднувалися в більші поселення чи відносилися до передмість інших поселень.
У XII і XIII століттях побудували близько тисячі таких поселень, з яких приблизно 400 проіснували до XIX століття. У Люхов-Данненберг їх понад 200.
Нині близько 80—100 з 200 таких поселень досі мають характерні ознаки окольниць.

## Характерні ознаки
Первісна окольниця була напівкруглою або у формі підкови. Більшість з них стали круговими в період пізнього середньовіччя, ймовірно, між 1500 і 1550 роками, коли збільшилася густота населення. Це призвело до того, що перші садиби були розділені на дві, три або чотири, а у відкритого входу до поселення стали доступні додаткові клиноподібні ділянки, які фактично закрили окольницю і залишили для доступу тільки вузьку стежку.
Більшість спочатку напівкруглих окольниць ставали більш округлими, хоча було чимало поселень й іншої форми, але подібної форми. Деякі зі сучасних окольниць мають продовгувату або неправильну форму.
Початкова модель з одним входом була в окремих випадках змінена з урахуванням шляху до місцевої церкви або млина. У більш пізніх поселеннях ці шляхи були розширені для проїзду транспортних засобів.

## Зовнішнє розташування храмів
Характерною рисою, що вирізняє окольниці серед інших сільських поселень у Європі, є відсутність церковних будівель у їхніх межах. Церкви, деколи досить давні, а також наявні при них кладовища розташовуються далеко за межами окольниць.
Ймовірно, причиною цього є прив'язка окольниць до низинних та достатньо зволожених територій, тоді як для розміщення церков та некрополів потрібне місце з нижчим заляганням ґрунтових вод. Також причиною цього могла бути неспроможність утримання церкви громадою однієї окольниці.
Така риса також свідчить про те, що християнізація сільських поселень відбулася значно пізніше за загальне поширення християнства.
Окрім церков, в окольницях були відсутні школи, громадські будівлі, крамниці тощо. Такі поселення складалися виключно з індивідуальних садиб-господарств.